# Indianapolis 500 1927

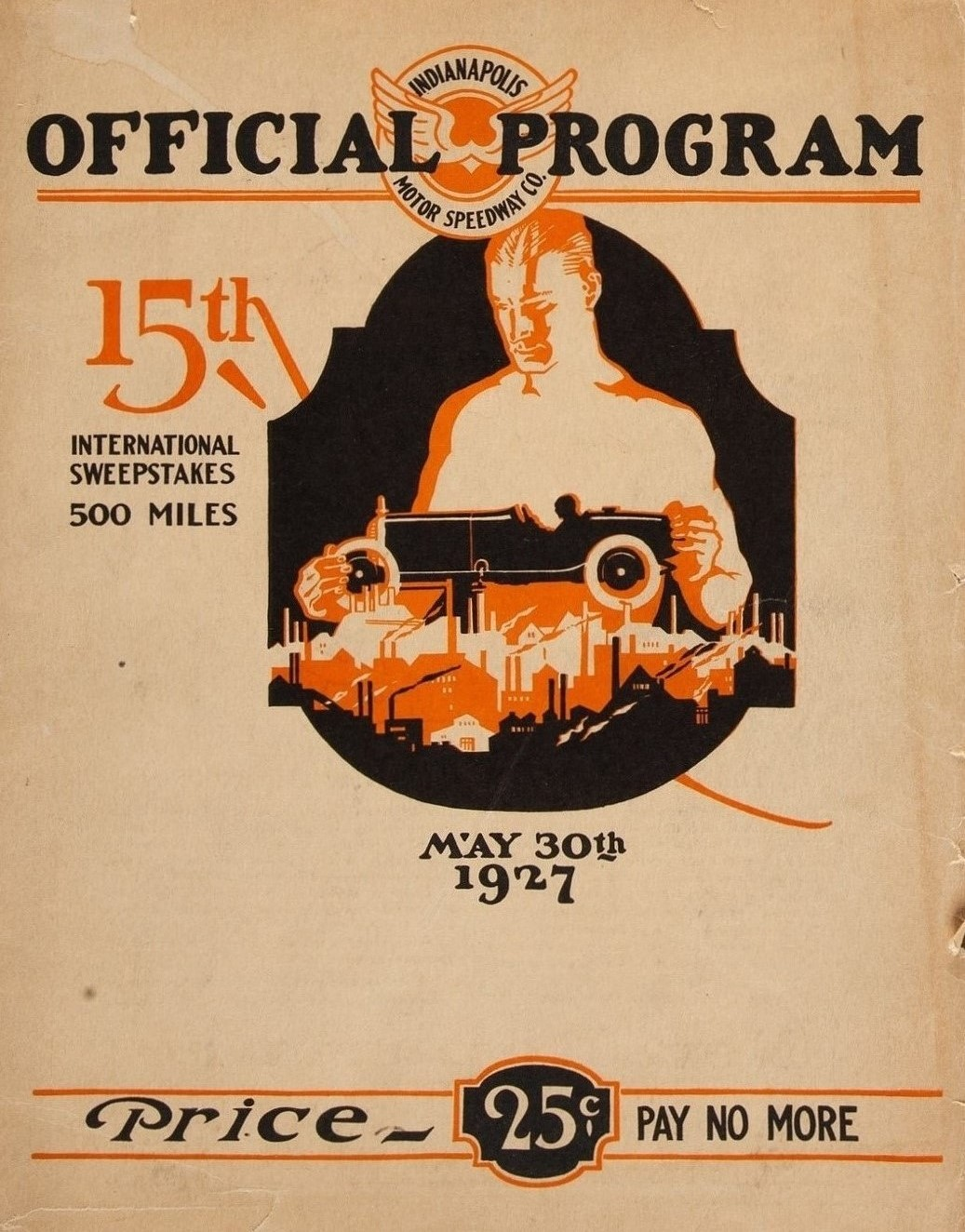
Cover des Programm-Magazins

Das 15. Indianapolis 500 (offiziell 15th 500 Mile International Sweepstakes Race) auf dem Indianapolis Motor Speedway fand am 30. Mai 1927 statt.

## Das Rennen
Das Rennen ging über eine Distanz von 200 Runden à 4,023 km, was einer Gesamtdistanz von 804,672 km entspricht. Aus der Pole-Position startete Frank Lockhart mit einer Vierrunden-Durchschnittszeit von 4:59.75 Min. oder 120,1 mph (193,2 km/h). Das Rennen war der dritte Lauf zur AAA-Saison 1927.
Der Polesitter Lockhart übernahm beim Start die Führung und dominierte die erste Rennhälfte. In der 120. Runde brach bei seinem Miller eine Pleuelstange, er musste das Rennen aufgeben. Nach Lockharts Ausfall übernahm Pete DePaolo die Führung. Ein Problem mit dem Kompressor erforderte jedoch einen längeren, außerplanmäßigen Boxenstopp zur Reparatur. In der 140. Runde übernahm der Rookie George Souders die Führung. Er fuhr einem Vorsprung von über 12 Minuten heraus und gewann souverän.

## Ergebnisse

### Startaufstellung
| Reihe | Innen           | Mitte           | Außen           |
| ----- | --------------- | --------------- | --------------- |
| 1     | Frank Lockhart  | Pete DePaolo    | Leon Duray      |
| 2     | Harry Hartz     | Ralph Hepburn   | Cliff Woodbury  |
| 3     | Bob McDonogh    | Dave Lewis      | Bennett Hill    |
| 4     | Norman Batten   | Jack Petticord  | Peter Kreis     |
| 5     | Frank Elliott   | Cliff Bergere   | Earl Devore     |
| 6     | William Shattuc | Dutch Bauman    | Eddie Hearne    |
| 7     | Wilbur Shaw     | Al Melcher      | Jules Ellingboe |
| 8     | George Souders  | Louis Schneider | Babe Stapp      |
| 9     | Tommy Milton    | Wade Morton     | Tony Gulotta    |
| 10    | Dave Evans      | Al Cotey        | Fred Lecklider  |
| 11    | Benny Shoaff    | Jim Hill        | Fred Frame      |

### Schlussklassement
| Pos. | Nr. | Fahrer              | Chassis    | Motor      | Zeit/Rückstand             | Qualifikation ø 4 Rd. mph | Start |
| ---- | --- | ------------------- | ---------- | ---------- | -------------------------- | ------------------------- | ----- |
| 1    | 32  | George Souders (R)  | Duesenberg | Duesenberg | 5:07:33.08 Std. 97,545 mph | 111,551                   | 22    |
| 2    | 10  | Earl Devore         | Miller     | Miller     | 200                        | 107,497                   | 15    |
| 3    | 27  | Tony Gulotta        | Miller     | Miller     | 200                        | 107,765                   | 27    |
| 4    | 29  | Wilbur Shaw (R)     | Miller     | Miller     | 200                        | 104,465                   | 19    |
| 5    | 21  | Dave Evans (R)      | Duesenberg | Duesenberg | 200                        | 107,360                   | 28    |
| 6    | 14  | Bob McDonogh        | Cooper     | Miller     | 200                        | 113,175                   | 7     |
| 7    | 16  | Eddie Hearne        | Miller     | Miller     | 200                        | 105, 115                  | 18    |
| 8    | 6   | Tommy Milton (W)    | Detroit    | Miller     | 200                        | 108,758                   | 25    |
| 9    | 25  | Cliff Bergere (R)   | Miller     | Miller     | 200                        | 108,820                   | 14    |
| 10   | 5   | Frank Elliott       | Miller     | Miller     | 200                        | 109,682                   | 13    |
| 11   | 31  | Fred Frame (R)      | Miller     | Miller     | 199                        | 106,859                   | 33    |
| 12   | 42  | Jim Hill (R)        | Miller     | Miller     | 197                        | 107,392                   | 32    |
| 13   | 24  | Benny Shoaff (R)    | Duesenberg | Duesenberg | 198 (Getriebe)             | 110,152                   | 31    |
| 14   | 41  | Wade Morton         | Duesenberg | Duesenberg | 152 (Unfall)               | 108,075                   | 26    |
| 15   | 44  | Al Melcher (R)      | Miller     | Miller     | 144 (Batterie)             | 102,918                   | 20    |
| 16   | 43  | Louis Schneider (R) | Miller     | Miller     | 137 (Getriebe)             | 109,910                   | 23    |
| 17   | 9   | Pete Kreis          | Cooper     | Miller     | 123 (Aufhängung)           | 109,900                   | 12    |
| 18   | 2   | Frank Lockhart (W)  | Miller     | Miller     | 120 (Defekt)               | 120,100                   | 1     |
| 19   | 15  | Cliff Woodbury      | Miller     | Miller     | 108 (Batterie)             | 113,200                   | 6     |
| 20   | 26  | Dutch Baumann (R)   | Miller     | Miller     | 90 (Defekt)                | 106,078                   | 17    |
| 21   | 35  | Al Cotey (R)        | Miller     | Miller     | 87 (Defekt)                | 106,295                   | 29    |
| 22   | 17  | W. E. Shattuc       | Miller     | Miller     | 83 (Ventile)               | 107,060                   | 16    |
| 23   | 23  | Fred Lecklider      | Miller     | Miller     | 49 (Unfall)                | 105,729                   | 30    |
| 24   | 19  | Ralph Hepburn       | Miller     | Miller     | 39 (Tankleck)              | 114,209                   | 5     |
| 25   | 1   | Harry Hartz         | Miller     | Miller     | 38 (Kurbelwelle)           | 116,739                   | 4     |
| 26   | 3   | Peter DePaolo (W)   | Miller     | Miller     | 31 (Batterie)              | 119,510                   | 2     |
| 27   | 12  | Leon Duray          | Miller     | Miller     | 26 (Tankleck)              | 118,788                   | 3     |
| 28   | 4   | Bennett Hill        | Miller     | Miller     | 26 (Defekt)                | 112,013                   | 9     |
| 29   | 18  | Jules Ellingboe     | Miller     | Miller     | 25 (Unfall)                | 113,239                   | 21    |
| 30   | 8   | Norman Batten       | Fengler    | Miller     | 24 (Defekt)                | 111,940                   | 10    |
| 31   | 38  | Babe Stapp (R)      | Duesenberg | Duesenberg | 24 (Defekt)                | 109,555                   | 24    |
| 32   | 22  | Jack Petticord (R)  | Miller     | Miller     | 22 (Batterie)              | 109,920                   | 11    |
| 33   | 7   | Dave Lewis          | Miller     | Miller     | 21 (Aufhängung)            | 112,275                   | 8     |

(W)=früherer Gewinner / (R)=Rookie / alle Starter auf Firestone-Reifen

### Führungsrunden
| Fahrer         | Anzahl |
| -------------- | ------ |
| Frank Lockhart | 110    |
| George Souders | 51     |
| Pete DePaolo   | 30     |
| Dutch Baumann  | 9      |